# Moder

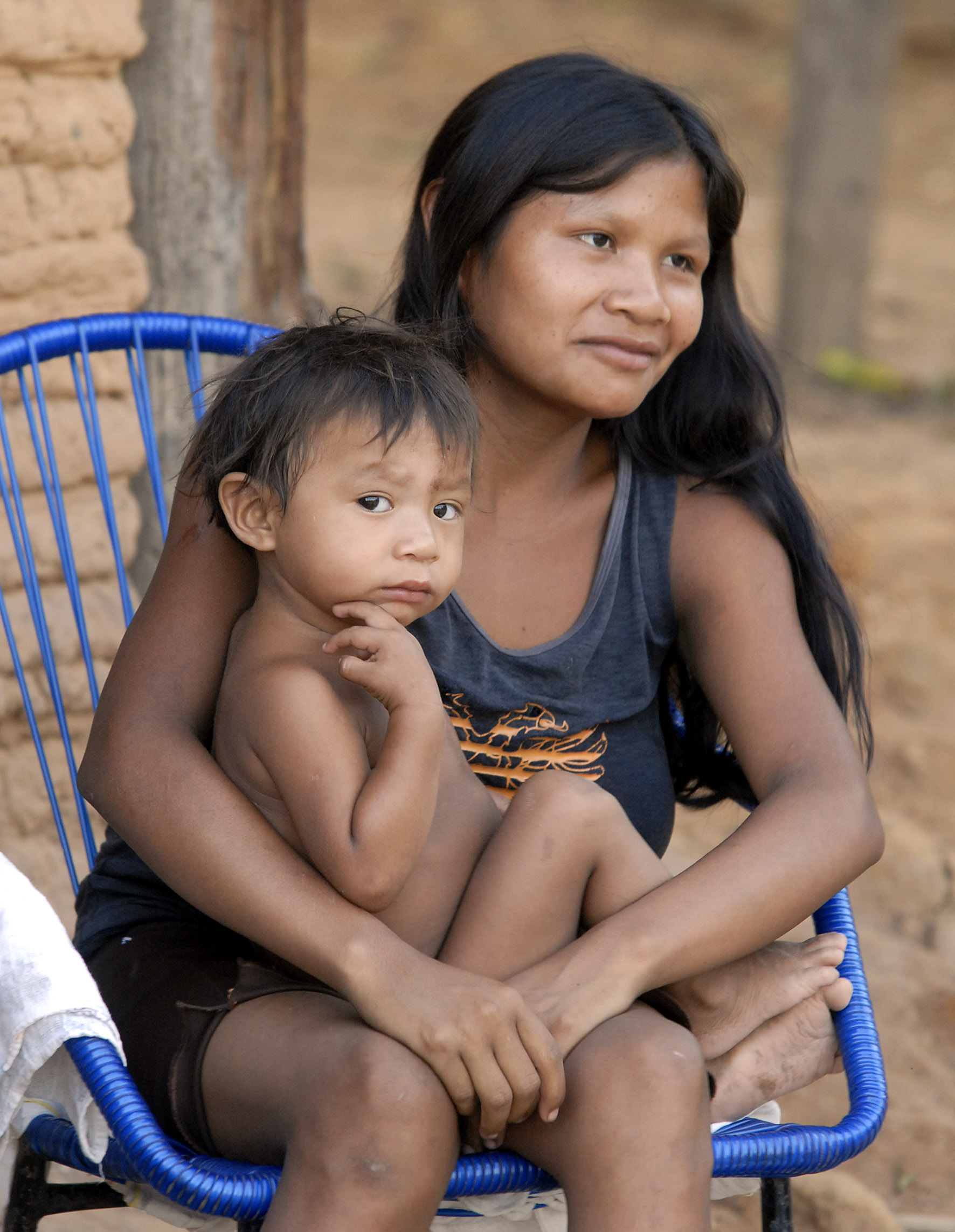
Mor eller mamma är den kvinnliga föräldern till ett barn. På bilden en brasiliansk mor med sitt barn.

Moder, mor eller mamma är den kvinnliga parten i ett föräldraskap. Den manliga motsvarigheten till moder är fader.
Neuroendokrinologiskt hör moderskänslor ihop med höga värden av oxytocin, vasopressin, och prolaktin, samt med ökat antal prolaktinreceptorer. Även luktsinnet är involverat, liksom minskade stressreaktioner och förbättrat minne.

## Etymologi
Ordet "mamma" härstammar från latinets ord för bröst(vårta),. Det används som benämning för bröstkörtel och kvinnobröst.
Modersbegreppet används även ofta bildligt om något som är upphov till något annat, exempelvis ett moderbolag. Det kan också syfta på en central och viktig beståndsdel, exempelvis moderkortet i en dator eller moderskeppet i en (rymd)flotta. Modersbegreppet används även för att personifiera geografiska områden, exempelvis Moder jord och Moder Svea (Sverige).

## Modersbegreppet inom religion
Moder är också titeln för en abbedissa. Även andra kvinnliga religiösa ledare kan tituleras moder, exempelvis shakers grundare Moder Ann Lee.